# Jukot
Jukot (nep. जुकोट) – gaun wikas samiti w zachodniej części Nepalu w strefie Seti w dystrykcie Bajura. Według nepalskiego spisu powszechnego z 2011 roku liczył on 597 gospodarstw domowych i 3230 mieszkańców (1617 kobiet i 1613 mężczyzn).